# Swartberge
Die Swartberge (afrikaans Groot Swartberge) sind eine Gebirgskette in der Provinz Westkap, Südafrika. Sie gehören zum Kap-Faltengürtel. Der höchste Berg ist der Seweweekspoortpiek mit 2325 Metern über dem Meeresspiegel. Obwohl die Swartberge hauptsächlich aus rotem Gestein bestehen, lautet der Name übersetzt „schwarze Berge“. Erosion und Pflanzenbewuchs haben die Oberfläche dunkel gefärbt, aus großer Distanz sahen die Berge für die ersten Siedler schwarz aus.
Die Gebirgskette trennt die Große von der Kleinen Karoo. Am Fuß der Berge liegen die Orte Oudtshoorn im Süden, Prince Albert im Norden und de Rust im Osten. Die Hauptverkehrsstraße durch die Swartberge ist die N12, die durch die Meiringspoort-Schlucht führt. Sie ist gut ausgebaut und führt relativ eben am Fluss entlang von Prince Albert nach de Rust. Etwa 29 km nördlich von Oudtshoorn liegen die Cango Caves.
Besondere Touristenattraktion ist jedoch der Swartberg Pass. Er wurde zwischen 1881 und 1886 von Thomas Bain erbaut, dem bedeutendsten Straßenbaumeister des 19. Jahrhunderts in Südafrika. Die 27 Kilometer lange unasphaltierte Passstraße erreicht eine Höhe von 1583 Metern. Zum 100. Jahrestag der Eröffnung wurde der Swartberg Pass zu einem Nationaldenkmal Südafrikas erklärt.
Die Swartberge sind eines der acht Schutzgebiete in der Region Cape Floral und gehören seit 2004 zum UNESCO-Weltnaturerbe.

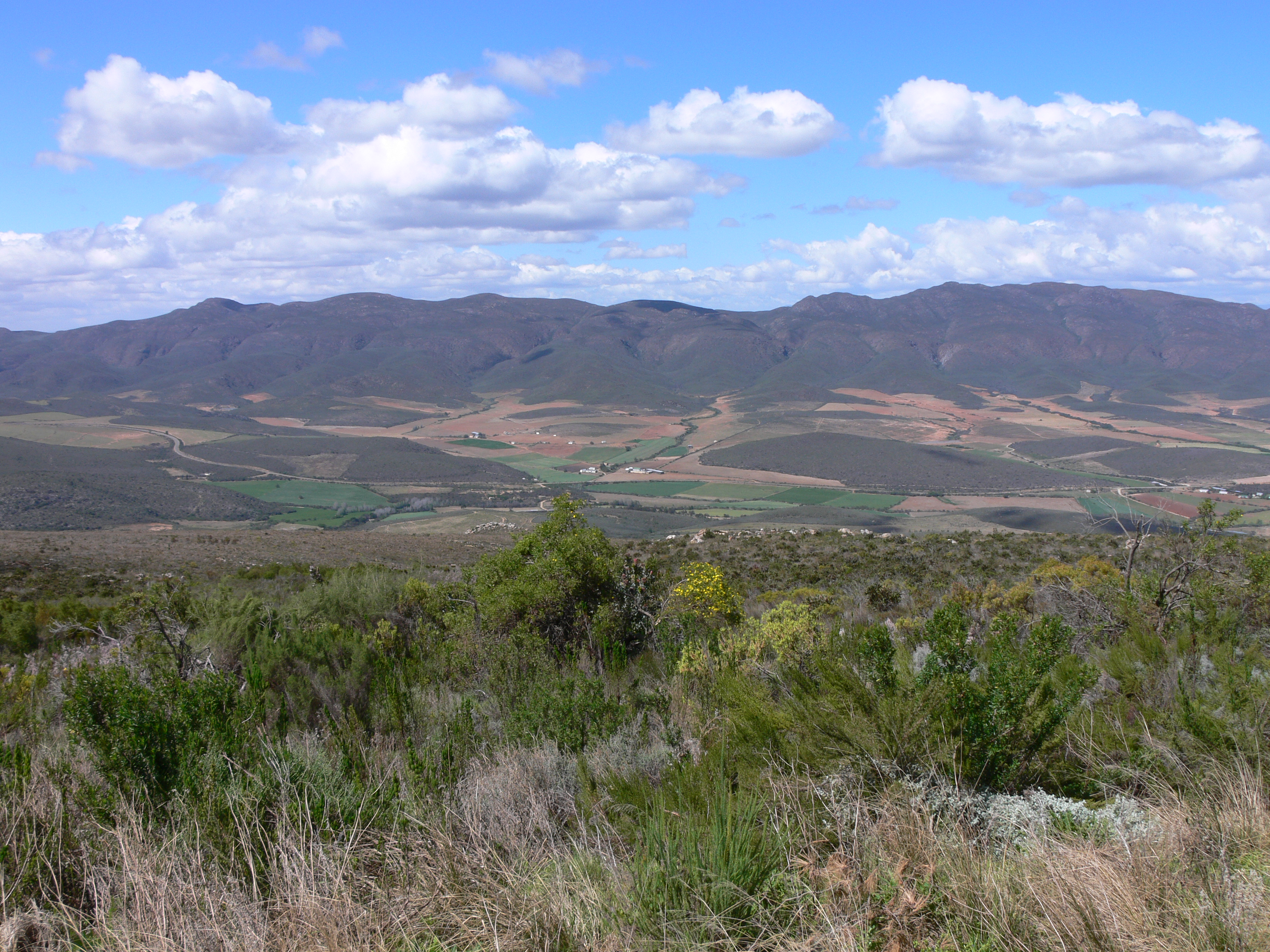
Die Swartberge am Horizont
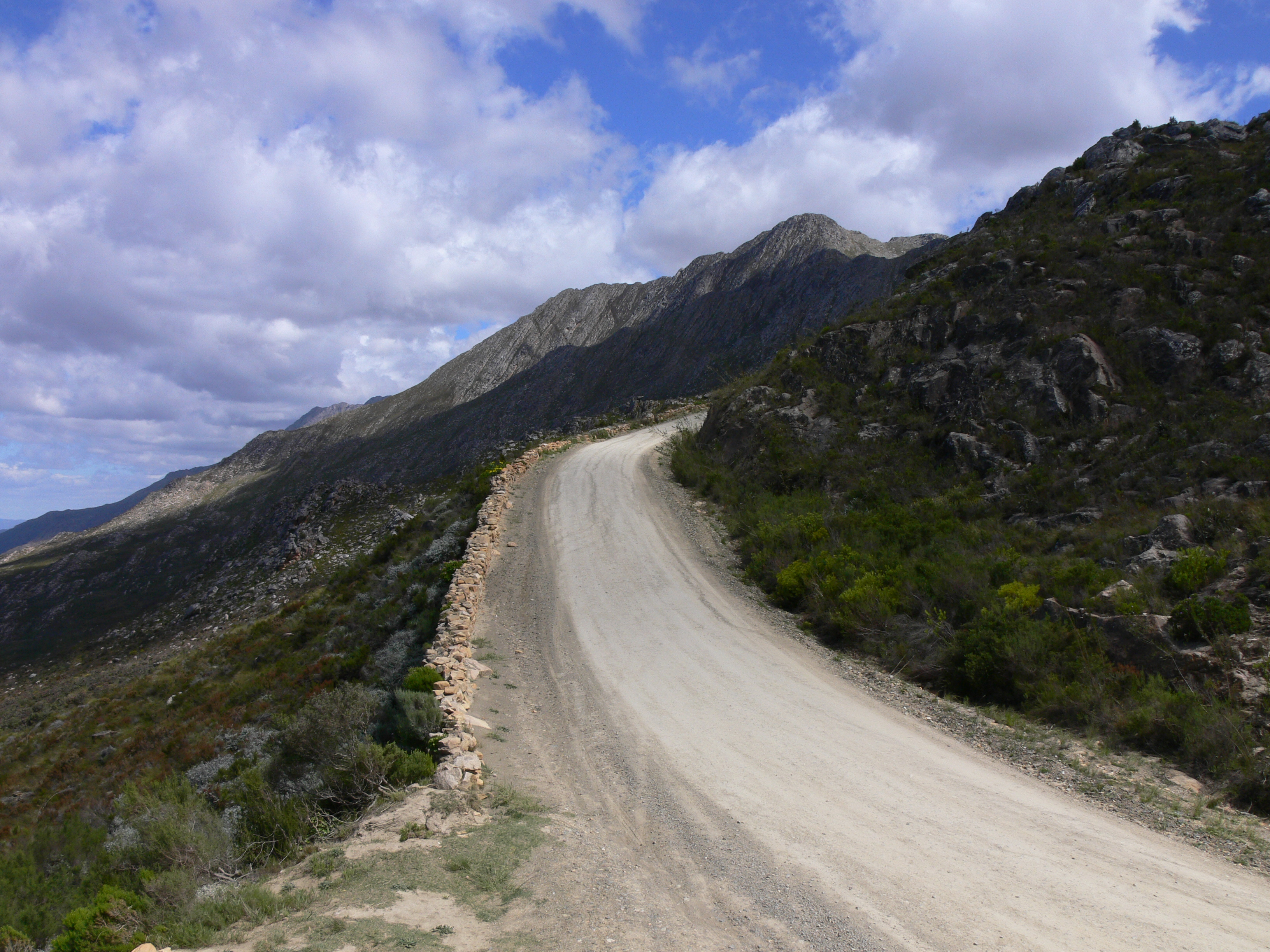
Pass-Straße am Swartberg
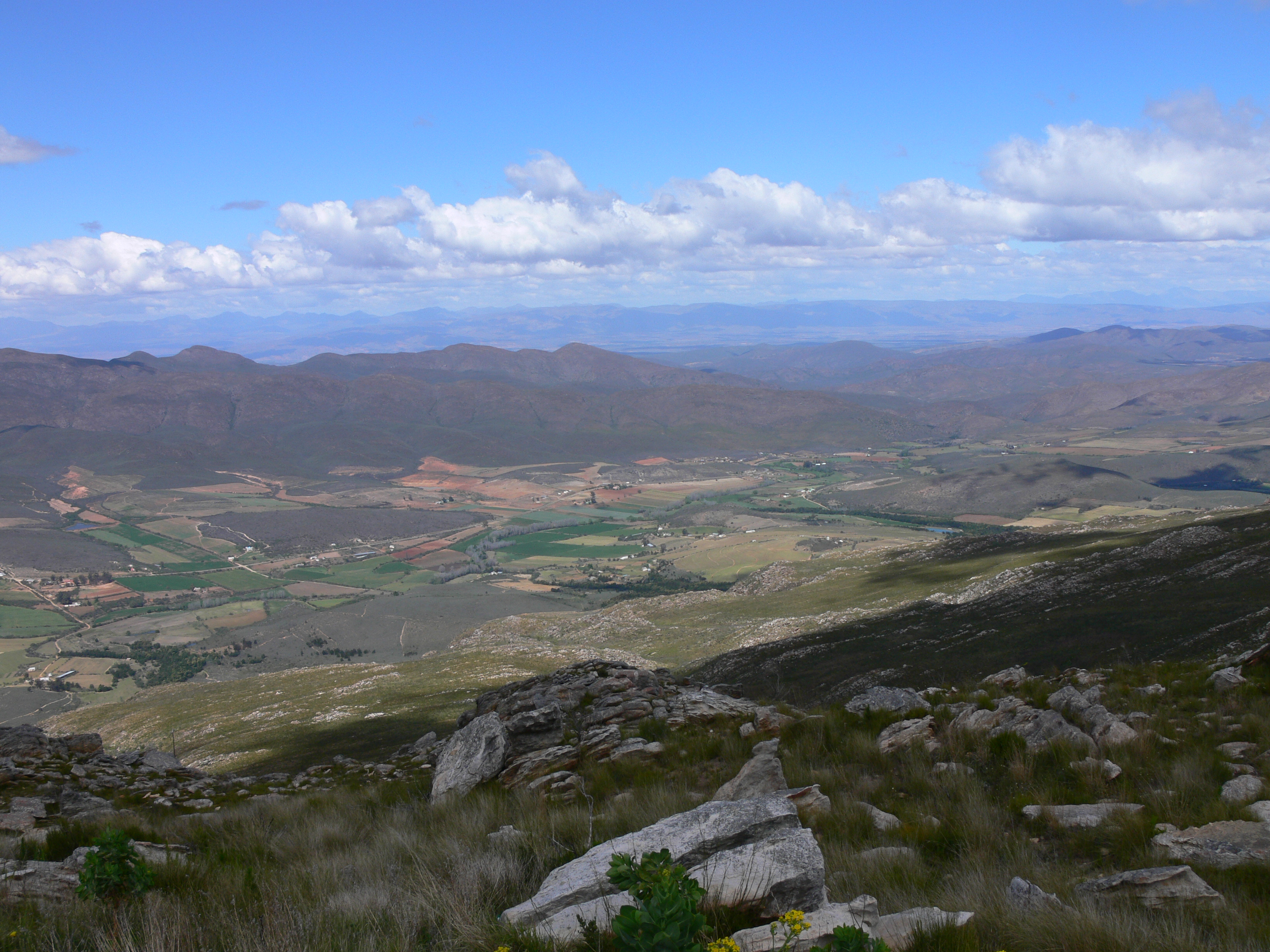
Blick vom Pass
Gefaltetes Gestein
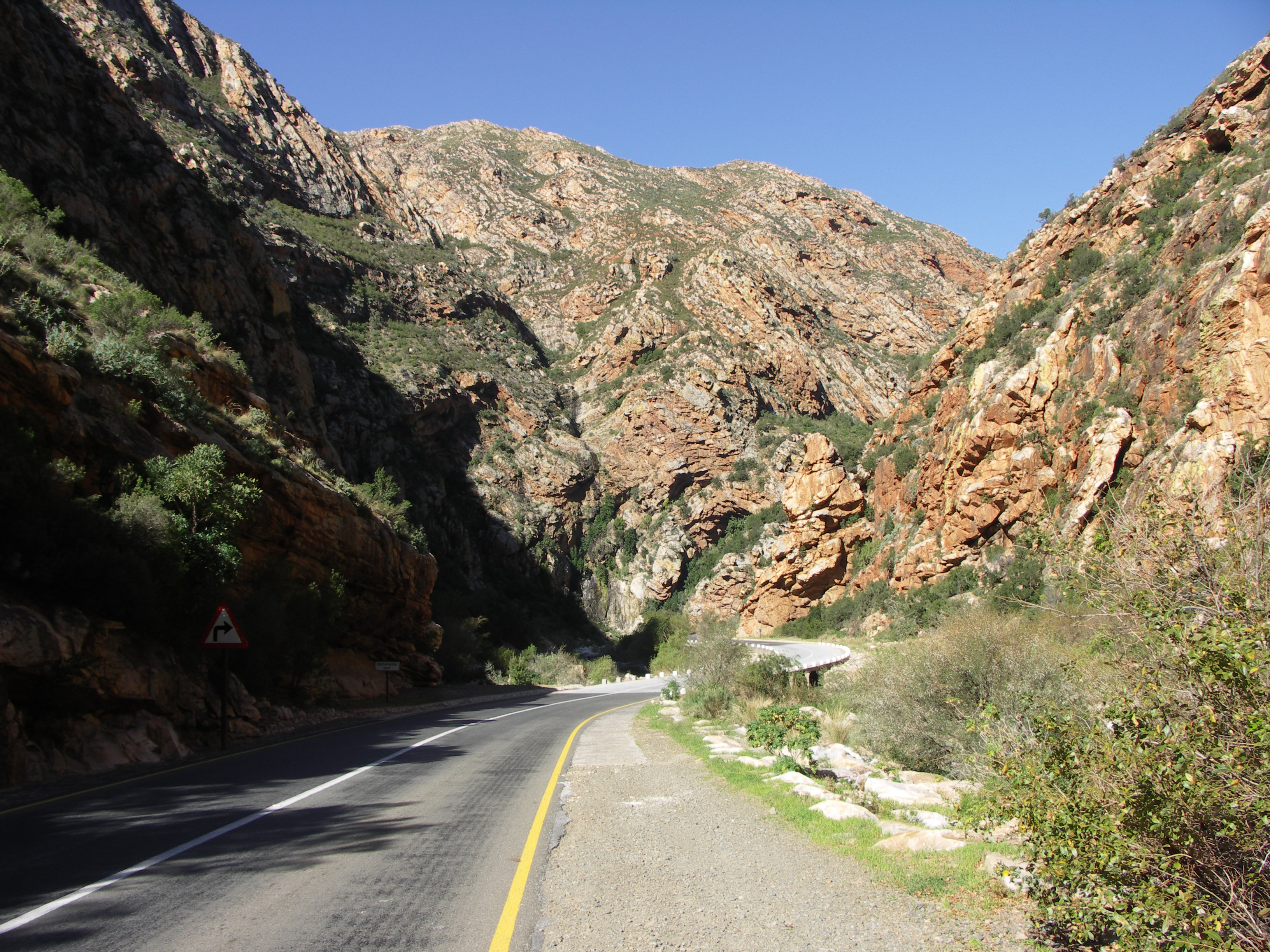
Die N12 in der Meiringspoort-Schlucht
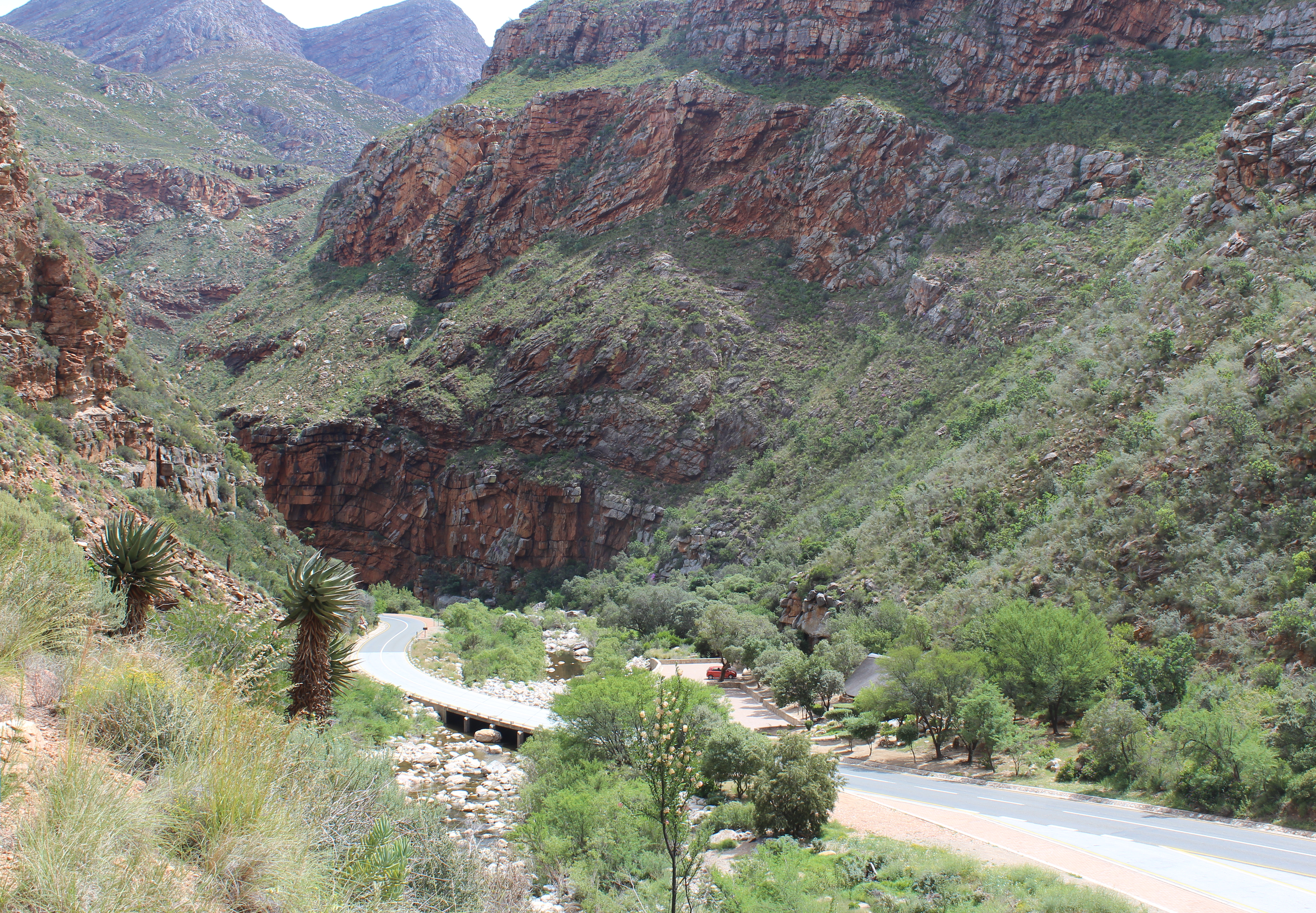
Straße durch Meiringspoort